# جيانيس بابانيكولاو
جيانيس بابانيكولاو (باليونانية: Γιάννης Παπανικολάου)‏ هو لاعب كرة قدم يوناني في مركز نصف الجناح، ولد في 18 نوفمبر 1998 في ماروسي في اليونان. لعب مع نادي بلاتانياس.

## وصلات خارجية
- جيانيس بابانيكولاو على موقع الاتحاد الأوربي (الإنجليزية)
- جيانيس بابانيكولاو على موقع قاعدة بيانات كرة القدم.إي يو (الإنجليزية)
- جيانيس بابانيكولاو على موقع بيانات كرة القدم. دي إي (الألمانية)
- جيانيس بابانيكولاو على موقع Soccerbase.com (لاعب) (الإنجليزية)
- جيانيس بابانيكولاو على موقع Soccerway.com (الإنجليزية)
- جيانيس بابانيكولاو على موقع عالم كرة القدم.نت (الإنجليزية)